# SB-85
SB-85 – układarka rur, skonstruowana w 1983 przez Hutę Stalowa Wola. Był to pierwszy na świecie układacz rur o udźwigu 100 ton. Przeznaczona do prac przy układaniu rur na budowie gazociągów i ropociągów. Zaprezentowana po raz pierwszy w 1984 na Targach Poznańskich. Produkowana obecnie pod marką Dressta.

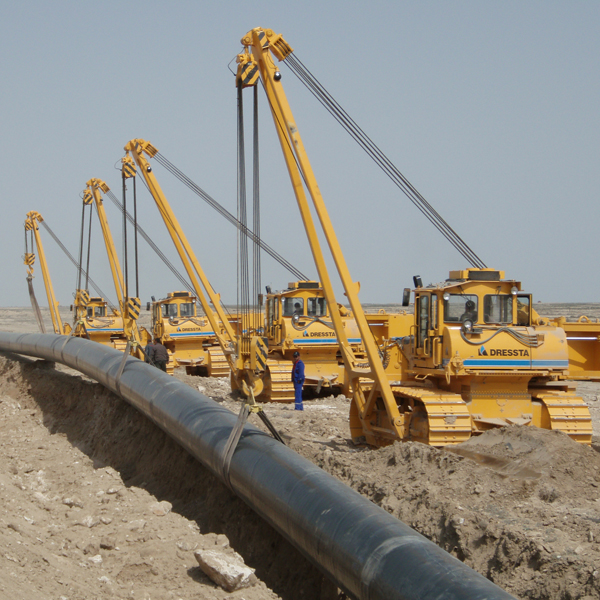
Układarka rur SB-85

## Budowa
Maszynę skonstruowana na bazie licencyjnej układarki do rur TD-25CS o udźwigu ok. 50 ton, która była w produkcji do 1980 roku. W zmodernizowanej wersji, zmieniono kabinę operatora, dodano klimatyzacje i nowy system sterowania maszyną. Poszerzono też szerokość gąsienic, zmniejszając nacisk na podłoże. Przekonstruowano urządzenia dźwigowe, dostosowując je do podnoszonej masy 100 ton. Zastosowano wychylne hydraulicznie przeciwciężary, i obniżono środek ciężkości maszyny. 
Do napędu zastosowano silnik Cummins, pojemności 15 l, mocy 310 KM (276 kW) i momencie obrotowym 1825 Nm osiąganym przy obrotach silnika 2000 obr./min, oraz skrzynię biegów typu power-shift z 6 biegami do przodu i 6 do tyłu. 
Urządzenia dźwigowe, wysięgnik długości 7300 mm i wciągarkę wraz z hydraulicznie wysuwanymi przeciwwagami, umieszczono po bokach maszyny dla zachowania większej stabilności maszyny podczas podnoszenia i transportu rur. Masa maszyny wynosi ok. 65000 kg. Maksymalna prędkość do przodu - 10,3 km/h, do tyłu - 12,2 km/h.